# South River (ort i Ontario)
South River är en ort i Kanada.   Den ligger i provinsen Ontario, i den sydöstra delen av landet, 290 km väster om huvudstaden Ottawa. South River ligger 369 meter över havet och antalet invånare är 1 193.
Terrängen runt South River är platt. Runt South River är det mycket glesbefolkat, med 7 invånare per kvadratkilometer.. Närmaste större samhälle är Strong, 12,4 km sydväst om South River. 
I omgivningarna runt South River växer i huvudsak blandskog.